# Adolf Wennberg (1842–1891)
Adolf Wennberg, född 31 december 1842 i Växjö, död 24 januari 1891 i Hudiksvall, var en svensk jurist och disponent.
Wennberg, som var son till provinsialläkaren Erik Samuel Wennberg i Växjö distrikt och Sofia Carolina Lundelius, blev student vid Uppsala universitet 1863 och avlade hovrättsexamen 1867. Han blev extra ordinarie notarie i Svea hovrätt samma år och vice häradshövding 1870. Han bosatte sig 1874 i Söderhamn, där han var verksam som praktiserande jurist och under flera år tillhörde stadsfullmäktige och var drätselkammarens sekreterare. Han deltog i uppsättandet av frisinnade Söderhamns Tidning 1878  och var en av de konstituerande i Söderhamns nya sprithandelsbolag 1881. Han kandiderade 1887 till posten som borgmästare i Söderhamns stad, men förlorade mot Oswald Wikström. År 1888 bosatte han sig i Hudiksvall, där han blev disponent för Hudiksvalls Trävaru AB. Överansträngning på sistnämnda post ledde till en obotlig sjukdom som ändade hans liv.